# Jezioro Linowskie (powiat szczycieński)
Jezioro Linowskie – jezioro w woj. warmińsko-mazurskim, w pow. szczycieńskim, w gminie Dźwierzuty, leżące na terenie Pojezierza Mrągowskiego.

## Opis
Jezioro owalne o osi skierowanej z północy na południe. Płaskie brzegi, często podmokłe, porośnięte łąkami i skrawkami pól Przy północnym brzegu leży wieś Linowo, wzdłuż wschodniego brzegu biegnie droga krajowa nr 57, tak więc doskonały dojazd ze Szczytna. Odległość ok. 8 km od granic miasta
Jest to jezioro typu linowo-szczupakowego, średnio zasobne w ryby, hydrologicznie otwarte, połączone rowem z jeziorem Sasek Wielki.

## Dane morfometryczne
Powierzchnia zwierciadła wody według różnych źródeł wynosi od 7,9 ha do 8,5 ha.

## Hydronimia
Według urzędowego spisu opracowanego przez Komisję Nazw Miejscowości i Obiektów Fizjograficznych (KNMiOF) nazwa tego jeziora to Jezioro Linowskie. W różnych publikacjach i na mapach topograficznych jezioro to występuje pod nazwą Linowskie k. Linowa, Linówko, Linowskie Jezioro lub Linowo.